# Золотова, Галина Александровна
Гали́на Алекса́ндровна Зо́лотова (Ремейко) (4 августа 1924, Житомир — 2 июля 2020, Москва) — советский и российский лингвист. Доктор филологических наук, профессор. Почётный доктор Стокгольмского университета, заслуженный деятель науки Российской Федерации, почетный член научных обществ Чехии, Болгарии и Франции.

## Биография
Родители, А. Г. Ремейко и детский врач Софья Михайловна Ремейко (1904—1987), репрессированы в 1937 году. После ареста родителей в тринадцатилетнем возрасте приняла на себя ответственность за младших сестру и брата, не дав отправить их в детские дома. Жила у тёти в Ростове, в 1942 году окончила школу, получив аттестат с отличием, после чего поступила на историко-филологический факультет Ростовского университета. Из-за наступления гитлеровских войск была отправлена в эвакуацию, в Ташкент, где работала токарем на военном заводе. В 1943 году продолжила учёбу в Ростовском университете. В 1944 году приехала к освобождённой матери в Норильск. В том же году поступила на филологический факультет МГУ, который окончила в 1949 году. Училась в аспирантуре Института языкознания АН СССР под руководством академика В. В. Виноградова (1950—1954).
Защитила кандидатскую диссертацию «Глагольные словосочетания и их типы в современном русском литературном языке» (1954) и докторскую — «Очерк функционального синтаксиса современного русского языка» (1971).
С 1953 года работала в МОПИ, с 1961 года — в Институте русского языка. С 1970-х годов по совместительству — профессор филологического факультета МГУ.
Научные интересы: функциональный синтаксис и грамматика русского языка, семантика, стилистика, язык художественной литературы.
Была замужем за искусствоведом Ю. К. Золотовым (1923—1996).
Умерла в 2020 году от последствий коронавирусной инфекции. Похоронена на Хованском кладбище.

## Публикации
Автор более 230 работ, в том числе:
- Очерк функционального синтаксиса современного русского языка. — М., 1973, 2005, 2009. ISBN 978-5-397-00589-0.
- Коммуникативные аспекты русского синтаксиса. — М., Наука, 1982, 6-е изд. М.,УРСС, 2009.
- Синтаксический словарь. Репертуар элементарных единиц русского синтаксиса. — М., 1988, 2006. 2-е изд. ISBN 5-354-01147-7.
- Коммуникативная грамматика русского языка (с соавторами) — М., 1998, 2004.
- Русский язык. От системы к тексту. 10 класс (с соавт.). — М., Дрофа, 2002. Рец.:  Москвин В. П. Золотова Г. А., Дручинина Г. П., Онипенко Н. К. Русский язык: От системы к тексту. 10 класс: Учебное пособие для факультативных занятий в общеобразовательных учреждениях гуманитарного профиля. М., 2002 // Русская словесность. 2003. № 7. С. 73-75.

## Признание и награды
- Медаль «За доблестный труд в Великой Отечественной войне 1941–1945 гг.» - 1991[1].
- Почетный доктор (honoris causa) Стокгольмского университета - 2000[1].
- Почетное звание «Заслуженный деятель науки Российской Федерации» - 2002[1].
- Почетный член научных обществ Чехии, Болгарии и Франции[1].